# 国見ヶ丘

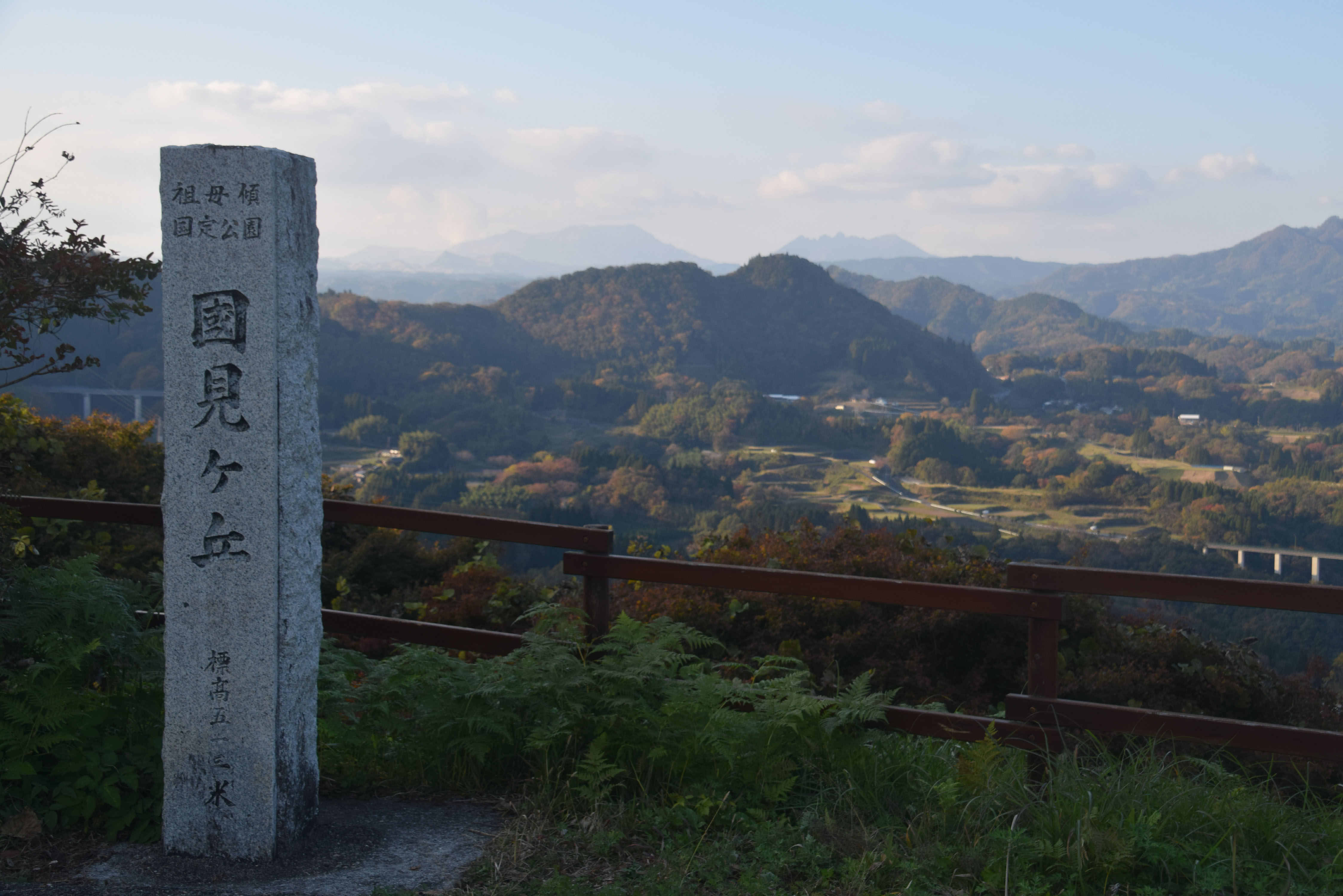
国見ヶ丘（宮崎県西臼杵郡高千穂町）からの眺め。遠くに阿蘇五岳が、涅槃像（右が根子岳で頭）のように薄く見える。

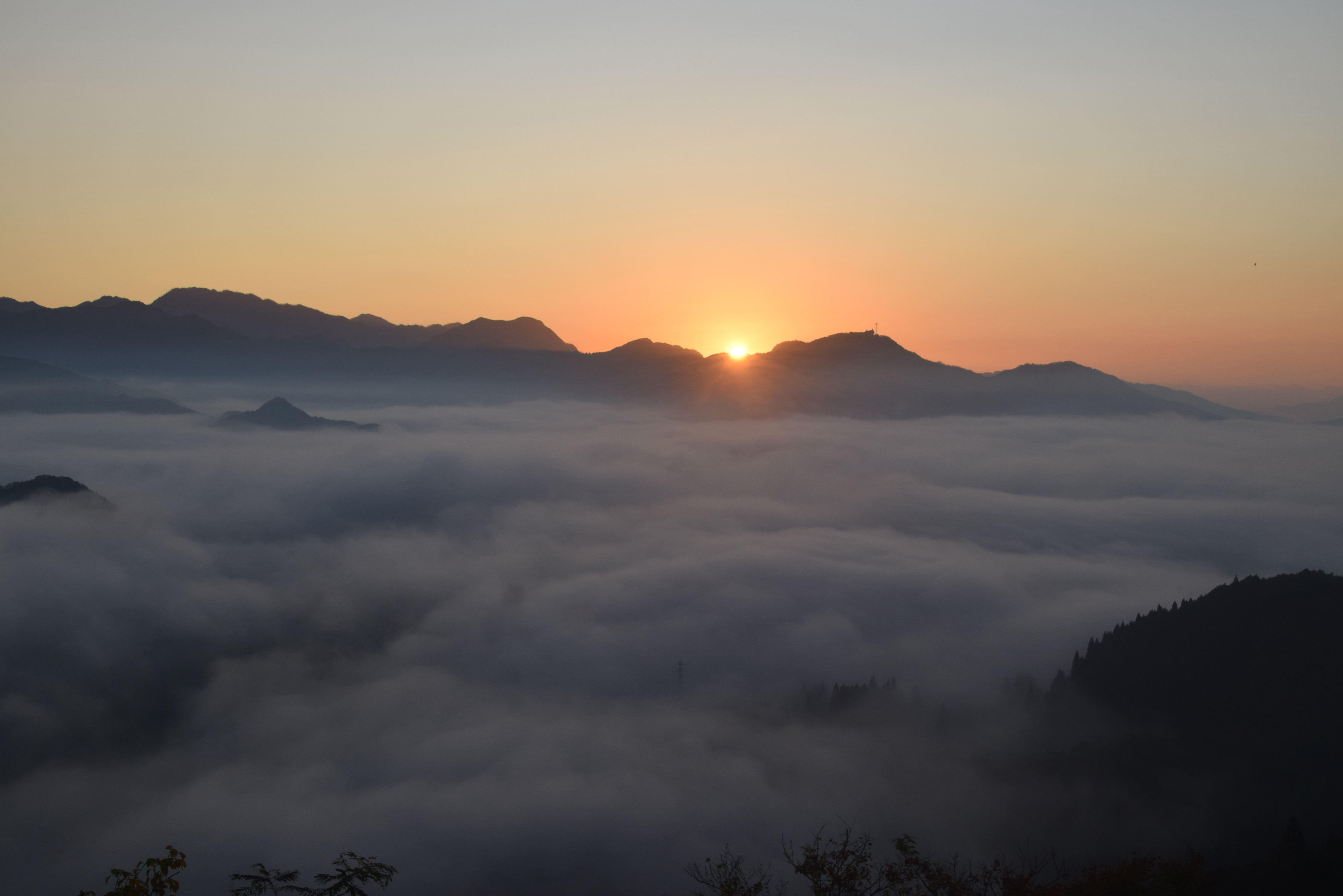
国見ヶ丘で、日の出に高千穂町方面の雲海を見る。

国見ヶ丘（くにみがおか）は宮崎県西臼杵郡高千穂町にある丘で、四方の眺めが良いのでこの名がある。ここはまた雲海の名所でもある。

## 概要
国見ヶ丘は宮崎県西臼杵郡高千穂町にある丘で、標高513メートルである。四方の眺めがよく、東に高千穂盆地（朝日が登る）、西に遠く阿蘇外輪山と五岳（涅槃像に見える）、 北に祖母山など、南に二上山から続く椎葉山などを眺めることができる。名称は日本神話の建磐龍命（たていわたつのみこと）が九州統治の際に、この丘に立ち寄って国見をしたという伝説があるため。
秋から初冬にかけて、条件がよければ雲海を見ることもあり、雲海の名所のひとつ。また、高千穂地方の民謡「刈干切唄」の発祥地とも目され、毎年10月の第1土・日曜日に「正調刈干切唄全国大会」が開催される。

## 交通
国見ヶ丘は高千穂町の中心地から北東約2キロメートルの所にあり、県道203号線に沿っていて、バス停もある。

## 参照項目
- 高千穂町#名所・旧跡・観光スポット
- 雲海